# Отчёт о финансовых результатах
Отчёт о финансовых результатах — форма № 2 бухгалтерской отчётности в России, которая характеризует финансовые результаты деятельности организации за отчётный период и содержит данные о доходах, расходах и финансовых результатах в сумме нарастающим итогом с начала года до отчётной даты. До 2012 года использовалось название «Отчёт о прибылях и убытках». Начиная с отчётности за 2012 год субъекты малого предпринимательства могут использовать упрощённую форму отчёта.

## Расшифровка строк отчёта
Форма «Отчёта о финансовых результатах» (ОКУД 0710002) применяется с отчетности за 2022 год, утверждена Приказом Минфина России от 02.07.2010 N 66н (с изм. Приказом Минфина России от 19.04.2019 N 61н). Единица измерения в отчетности — тыс. руб.:
| Наименование показателя                                                                         | Код  | Алгоритм расчета показателя |
| ----------------------------------------------------------------------------------------------- | ---- | --- |
| Выручка                                                                                         | 2110 | Оборот К90.01 (субсчет «Выручка») — Д90.03, 90.04 (без НДС и акцизов)                                                                      |
| − Себестоимость продаж                                                                          | 2120 | Оборот Д90.02 (субсчет «Себестоимость продаж»)                                                                                             |
| = Валовая прибыль (убыток)                                                                      | 2100 | Строка 2110 — строка 2120 |
| − Коммерческие расходы                                                                          | 2210 | Оборот Д90.07 (субсчет «Расходы на продажу»)                                                                                               |
| − Управленческие расходы                                                                        | 2220 | Оборот Д90.08 (субсчет «Управленческие расходы»)                                                                                           |
| = Прибыль (убыток) от продаж                                                                    | 2200 | Строка 2100 — строка 2210 — строка 2220 |
| + Доходы от участия в других организациях                                                       | 2310 | Оборот Д76 (субсчет «Расчеты по причитающимся дивидендам») К91.01 (субсчет «Прочие доходы»)                                                |
| + Проценты к получению                                                                          | 2320 | Оборот Д76 (субсчет «Расчеты по процентам полученным»), Д73 (субсчет «Расчеты по предоставленным займам») К91.01 (субсчет «Прочие доходы») |
| − Проценты к уплате                                                                             | 2330 | Оборот Д91.02 (субсчет «Прочие расходы») К66,67                                                                                            |
| + Прочие доходы                                                                                 | 2340 | Оборот К91.01 (субсчет «Прочие доходы») — строка 2310 («Доходы от участия в других организациях») — строка 2320 («Проценты к получению»)   |
| − Прочие расходы                                                                                | 2350 | Оборот Д91.02 (субсчет «Прочие расходы») — строка 2330 («Проценты к уплате»)                                                               |
| = Прибыль (убыток) до налогообложения                                                           | 2300 | Строка 2200 + строка 2310 + строка 2320 — строка 2330 + строка 2340 — строка 2350                                                          |
| − Налог на прибыль                                                                              | 2410 | Строка 2411 + строка 2412 |
| Текущий налог на прибыль                                                                        | 2411 | Налог на прибыль по данным налогового учета за отчетный период                                                                             |
| Отложенный налог на прибыль                                                                     | 2412 | Отложенный налоговой актив либо отложенное налоговое обязательство                                                                         |
| − Прочее                                                                                        | 2460 | Сумма единого налога к уплате (спецрежим)                                                                                                  |
| = Чистая прибыль (убыток)                                                                       | 2400 | Строка 2300 — строка 2410 — строка 2460 |
| ± Результат от переоценки внеоборотных активов, не включаемый в чистую прибыль (убыток) периода | 2510 | |
| ± Результат от прочих операций, не включаемый в чистую прибыль (убыток) периода                 | 2520 | |
| = Совокупный финансовый результат периода                                                       | 2500 | Строка 2400 − строка 2510 − строка 2520 |
| Справочно: Базовая прибыль (убыток) на акцию                                                    | 2900 | (заполняют АО) |
| Справочно: Разводнённая прибыль (убыток) на акцию                                               | 2910 | (заполняют АО) |